# Édouard de Ribes
Pour les autres membres de la famille, voir famille de Ribes.
Édouard de Ribes, vicomte puis comte de Ribes, né le 27 janvier 1923 à Paris et mort le 22 mai 2013 à Neuilly-sur-Seine, est un administrateur de sociétés français.

## Biographie

### Jeunesse et formation
Fils de Jean, comte de Ribes, président de la Société des bibliophiles français, et d'Aline Pépin-Lehalleur, Édouard de Ribes étudie au lycée Janson-de-Sailly puis à la faculté de droit de Paris et obtient un doctorat en sciences économiques.

### Carrière professionnelle
Nommé associé de la Banque Rivaud et Cie en 1949, il en devient président-directeur général en 1975. Il est président du conseil de surveillance de la Compagnie des caoutchoucs de Padang, président, en 1969, puis président du conseil de surveillance de la Compagnie du Cambodge, vice-président de Bolloré Investissement, à partir de 1994, président du conseil de surveillance de la société financière des Terres Rouges, président du conseil de surveillance des Mines de Kali-Sainte-Thérèse, président de Pathé Cinéma et de Poliet, administrateur de la Société financière des caoutchoucs, de la Société industrielle et financière de l’Artois, de la Société des plantations des Terres Rouges, de la Société africaine forestière et agricole, de la société des Ciments Français, de HR Banque, de Columbia Securities. Il est également administrateur de Ciments Français.

### Procédures judiciaires
Au titre d'ancien président de la banque Rivaud, le comte Édouard de Ribes est mis en examen le 15 juin 2000  par les juges Isabelle Prévost-Desprez et Philippe Courroye pour « abus de biens sociaux et présentation de comptes inexacts », étant notamment soupçonné d’avoir couvert un circuit de blanchiment d’argent entre la France et la Suisse. Il lui est demandé la plus forte caution jamais réclamée par la justice à un homme d'affaires, d'un montant de trente millions de francs.
La Justice prononce finalement deux non-lieux, en septembre 2004 et septembre 2009.

### Autres fonctions
Jean de Ribes, son fils, contribua au rayonnement du musée d'Orsay et à l'enrichissement de ses collections en étant dès 1980 l'un des membres fondateurs de la Société des amis des musées d'Orsay et de l'Orangerie, dont il fut le président de 1990 à sa mort.

### Mariage et descendance
Edouard de Ribes épouse en janvier 1948 Jacqueline Bonnin de La Bonninière de Beaumont, styliste, fille de Jean Bonnin de La Bonninière de Beaumont, vice-président du Comité international olympique, commandeur de la Légion d'honneur, et de Paule Rivaud de La Raffinière. Ils ont deux enfants :
- Jean de Ribes
- Elisabeth de Ribes

Après la mort du Comte Edouard de Ribes (2013), sa veuve Jacqueline (née en 1929) vend la collection de leur hôtel particulier de Paris 16e aux enchères chez Sotheby's pour près de 23 millions d'euros fin 2019.

## Décorations
Officier de la Légion d'honneur
 Officier de l'ordre national du Mérite
 Croix de guerre 1939–1945